# 杜薩·麥克多夫
杜薩·麥克多夫（英語：Dusa McDuff，1945年10月18日—），英國數學家，專長領域包括拓樸學和扭對稱幾何。
杜薩出生時的全名是瑪格麗特·杜薩·沃丁頓（英語： Margaret Dusa Waddington）。「麥克多夫」是條目主人翁杜薩從第一任丈夫翻譯家大衛·麥克多夫而配的夫姓，兩人後來離婚；1984年，杜薩與費爾茲獎得主數學家約翰·米爾諾結婚。
杜薩的父親康拉德·哈尔·沃丁顿是著名的基因學家和系統生物學的先驅。杜薩的母親是建築師瑪格麗·賈斯汀·懷特·布蘭科（英語：Margaret Justin Blanco White），是沃丁頓的第二任妻子。杜薩的外祖父恰巧是在劍橋大學數學系畢業；外祖母是女性主義者和作家。杜薩的姊姊卡洛琳·漢弗萊（英語：Caroline Humphrey）後來成為了一位人類學家。

## 外部連結
- 個人主頁 （页面存档备份，存于）（英文）
- 給年輕數學家的忠告，第四部分 （页面存档备份，存于）（英文）(pdf)